# Hubert Plaut
Hubert Curt Plaut (* 31. Januar 1889 in Leipzig; † 18. Januar 1978 in Banstead, Surrey, Großbritannien) war ein deutsch-britischer Mathematiker.

## Leben
Hubert Plaut war der Sohn des jüdischen Arztes Hugo Carl Plaut und der Adele, geb. Brach (1867–1953). Er besuchte das Wilhelm-Gymnasium in Hamburg, wo er zu Michaelis 1909 das Reifezeugnis erhielt. Direkt anschließend studierte er Mathematik, Naturwissenschaften und Philosophie an den Universitäten in Freiburg im Breisgau, München, Berlin, Göttingen, Freiburg und an der Albertus-Universität Königsberg, wo er auf Anregung von Alfred Loewy mit der Arbeit Über gemeinsame Teiler von n Formen einer Variablen, von n linearen homogenen Differential- oder Differenzen-Ausdrücken am 25. Februar 1915 bei Franz Meyer promoviert wurde. In Göttingen war er der Deutschen Akademischen Freischar und der jüdischen Jugendbewegung Blau Weiss in Hamburg beigetreten. Nach Ableisten des Kriegsdienstes an der Westfront und in Rumänien legte er sein wissenschaftliches Lehramtsstaatsexamen ab.
Im August 1920 wurde er Angestellter der Osram GmbH in Berlin und Leiter der Abteilung Technische Statistik. Auf Basis einer Veröffentlichung von Karl Daeves begann er im Sommer 1923 mit der Großzahlforschung. Ziel seiner Arbeit war, die Qualität der hergestellten Produkte zu kontrollieren und zu verbessern, indem alle Produktionsdaten einer statistischen Analyse unterworfen werden. Er veröffentlichte mit Fritz Koref eine Arbeit über den Einfluss von Durchmesser- oder Widerstandsschwankungen von Wolframdraht auf die Lebensdauer von Glühlampen. 1928/29 hielt er Vorträge über die Fabrikationskontrolle auf Grund statistischer Methoden an der Technischen Hochschule Charlottenburg.
1933 nahm er in London an der ersten Konferenz der Industrial and Agricultural Section der Royal Statistical Society teil und beklagte sich dort über die Schwierigkeiten, die Methoden der mathematischen Statistik in der Industrie einzuführen und zu entwickeln. Andererseits berichtete er im gleichen Jahr, dass die statistische Qualitätskontrolle bereits in der Stahl-, Energie- und Bergwerksindustrie sowie der Lebensmittelkontrolle eingesetzt wurden.
1925 heiratete er Ilse Hedwig Behrendt (* 1903 in Berlin; † 1994 in Banstead, Surrey), mit der er drei Kinder hatte.
1936 musste er mit seiner Familie auf Grund seiner jüdischen Herkunft nach Großbritannien emigrieren, wo seine Familie im November 1947 eingebürgert wurde. Er wurde Lehrer in Banstead und lebte ab 1951 im benachbarten Sutton.

## Veröffentlichungen
- Hubert Curt Plaut: Über eine neue Methode der Grosszahlforschung und ihre Anwendung auf die Betriebskontrolle. In: Zeitschrift für technische Physik. Band 6, 1925, S. 225–229.
- Richard Becker,  Hubert Curt Plaut, Iris Runge: Anwendungen der mathematischen Statistik auf Probleme der Massenfabrikation. Springer Verlag, Berlin 1927.
- Hubert Curt Plaut: Über ein Verfahren zur Beurteilung statistischer Häufigkeitskurven und seine Anwendung auf einige technische Beispiele. In: Zeitschrift für technische Physik. Band 10, 1929, S. 175–177.
- Hubert Curt Plaut: Wie wächst die Sicherheit durch Wiederholung von Versuchen? (Ein Beitrag zu den Problemstellungen der technischen Grosszahlforschung.). In: Zeitschrift für technische Physik. Band 10, 1929, S. 660–663.
- Marcello Pirani, Hubert Curt Plaut: Veranschaulichung statistischer Gesetze am Galtonschen Brett. In: Unterrichtsblätter für Mathematik und Naturwissenschaften. Band 35, 1929, S. 169–179.
- Hubert Curt Plaut: Fabrikationskontrolle auf Grund statistischer Methoden. Vorträge gehalten am Ausseninstitut der Technischen hochschule Berlin-Charlottenburg im Wintersemester 1989-29. VDI-Verlag, 1930.
- Hubert Curt Plaut: Über einige die Grundbegriffe der Statistik betreffende Vorurteile. In: Unterrichtsblätter für Mathematik und Naturwissenschaften. Band 37, 1931, S. 106–109.
- Fritz Koref,  Hubert Curt Plaut: Über die Lebensdauer der luftleeren und gasgefüllten Wendellampen und die Ursachen ihres Durchbrennens. In: Sonderabdruck aus den Technisch-Wissenschaftlichen Abhandlungen aus dem Osram-Konzern. 2. Band. Springer, Berlin 1931, S. 90 – 98.
- Marcello Pirani, Hubert Curt Plaut: Zufall und Gesetz bei Massenerscheinungen. In: Abhandlungen Osramkonzern. Band 2, 1931, S. 1–14.
- Hubert Curt Plaut: Wie wächst die Sicherheit durch Wiederholung von Versuchen? In: Abhandlungen Osramkonzern. Band 2, 1931, S. 15–19.
- Hubert Curt Plaut: Über ein Verfahren zur Beurteilung statistischer Häufigkeitskurven und seine Anwendung auf einige technische Beispiele. In: Abhandlungen Osramkonzern. Band 2, 1931, S. 20–23.